# Национална библиотека Албаније
Национална библиотека Албаније (алб. Biblioteka Kombëtare e Shqipërisë) налази се у Тирани, главном граду Албаније. Библиотека је основана 1920. године, а са радом је започела у децембру 1922. године Национална библиотека је једна од најзначајнијих културних и научних институција у земљи и најстарија је јавна институција основана у првим годинама након независности Албаније од Османског Царства и краја Балканских и Првог светског рата. Библиотека је смештена у две зграде и организационо се налази под Министарством туризма, културе, омладине и спорта.

## Библиотечка грађа
Чувар је националног наслеђа и бави се прикупљањем, обрадом, обнављањем, чувањем и стављањем на располагање јавности писане културне баштине албанског народа. На националном нивоу организује библиотечко образовање и континуирано професионално образовање и истраживачки је центар у области библиотекарства, каталогизације у публикационом центру, националне агенције за ISBN и једини центар за очување и рестаурацију посебних колекција. Његова архива садржи укупно 1.169.767 књига, периодичних публикација, мапа, атласа, микрофилмова и друге библиотечке грађе. Поседује и специјалне збирке драгоцене како за националну, тако и за европску културу. Библиотека је отворена 72 сата недељно за све старије од 16 година. Корисници могу да позајмљују библиотечку грађу или да је користе у читаоницама. Веб страница библиотеке омогућава корисницима да претражују директоријуме и услуге, као што су ОПАЦ, дигитализоване каталоге и дигиталне колекције. Национална библиотека Албаније организује изложбе, промоције књига, конференције и објављује Националну библиографију. За националну библиотечку мрежу објављује научно-културни преглед Библиотеке (Bibliothecae), уџбенике, стручне водиче и приручнике. Члан је ИФЛА, ЛИБЕР, ЦЕНЛ, ЦДНЛ, Европске библиотеке и званично је позвана да постане партнер у Светској дигиталној библиотеци.